# Vrachonisída Tigáni (ö i Grekland, Kykladerna)
Vrachonisída Tigáni är en ö i Grekland.   Den ligger i prefekturen Kykladerna och regionen Sydegeiska öarna, i den sydöstra delen av landet, 170 km sydost om huvudstaden Aten.